# Bird Island, Minnesota
Bird Island là một thành phố thuộc quận Renville, tiểu bang Minnesota, Hoa Kỳ. Năm 2010, dân số của thành phố này là 1042 người.

## Dân số
- Dân số năm 2000: 1195 người.
- Dân số năm 2010: 1042 người.